# Richard Genée
Richard Franz Friedrich Genée (7. února 1823, Gdaňsk, Polsko – 15. června 1895, Baden, Rakousko) byl rakouský operetní libretista a skladatel.

## Život
Richard Genée se narodil v rodině operního zpěváka a pozdějšího ředitele gdaňského divadla Friedricha Genée. Mládí prožil v Berlíně, kde navštěvoval místní gymnázium a po jeho skončení začal studovat medicínu. Studium nedokončil, rozhodl se studovat hudbu a pak skladbu u Adolfa Stahlknechta (1813-1887).
V roce 1847 se stal dirigentem v gdaňském městském divadle (Danziger Stadttheater), které v od roku 1841 řídil jeho otec. Ten však, na rozdíl od úspěšné operní kariéry, řízení divadla ekonomicky nezvládl a přivedl ho k bankrotu, vedení poté převzal jeho syn Richard.
Richard jako dirigent pracoval od roku 1848 v Tallinnu (tehdy německy zvaném „Reval“), poté v Rize, na přelomu let 1852/1853 v Kolíně nad Rýnem, Cáchách a Düsseldorfu a Gdaňsku. V roce 1857 působil v Mohuči, 1864/1865 v Praze a poté v dvorní opeře ve Schwerinu a německé opeře v Amsterdamu.
Komponovat začal nejprve opery, Polyphem, oder ein Abenteuer auf Martinique (1856) a Geiger aus Tirol (1857). Později začal psát i krátké operety, z nichž nejúspěšnější byla Der Musikfeind (1862). V roce 1868 nastoupil jako dirigent do Theater an der Wien, které bylo centrem vídeňské operety, a kde rok předtím měla premiéru jeho komická opery Der schwartze Prinz. Libreta svých děl si psal většinou sám. Brzy se díky této zkušenosti stal překladatelem francouzských operet od J. Offenbacha, Hervého, či Ch. Lecocqa.
V roku 1874 napsal libreto k Straussově operetě Netopýr (Fledermaus), což byl začátek jeho kariéry jednoho z nejslavnějších libretistů klasické vídeňské operety. Ve spolupráci s F. Zellem napsal dalších 38 libret pro vícero skladatelů, např. Noc v Benátkách (Eine Nacht in Venedig) pre Straussa, Boccaccio pro F. von Suppého, Žebravého studenta (Ein Bettelstudent) či Gasparoneho pro Karla Millöckera, Carbonari pro Carla Zellera, Ein Deutschmeister pro C. M. Ziehrera a podobně. Kromě toho napsal více než 20 překladů francouzských, či anglických operet. Zell ani Genée nebyli sice žádní literární géniové, ale jejich schopnost spolupráce s hudebními skladateli jakož i zohlednění jejich požadavků a stylu hudby značně dopomohly ke vzniku a následnému světovému úspěchu vídeňské operety.
Genée trávíval zimní měsíce v Berlíně, v letních měsících pobýval ve Vídni, Pressbaumu, nebo ve svém domě v lázeňském městě Badenu, kde také během jednoho z pobytů zemřel.
Genée byl protestant, byl pohřben 17. června 1895 na městském hřbitově. Mezi smutečními hosty byli Johann Strauss mladší, Karl Millöcker a Karl Komzák.

## Dílo
- Polyphen oder Ein Abenteuer auf Martinique, 1856
- Der Geiger aus Tirol, 1857
- Der Liebesring, 1860
- Ein Trauerspiel, 1860
- Ein Narrentraum, 1861
- Die Generalprobe, 1862
- Der Musikfeind, 1862, opereta
- Die Herren von der Livree, 1862
- Die Talismänner, 1863
- Rosita, 1864
- Der schwarze Prinz, 1866
- Die Zopfabschneider, 1866
- Am Runenstein, 1868
- Schwefeles, der Höllenagent, 1869
- Eine Konzertprobe, 1870
- Der Hexensabbath, 1870
- Der Sänger mit drei Tönen, 1871
- Karneval in Rom, 1873, s Josefem Braunem, opereta, (hudba Johann Strauss mladší)
- Die Fledermaus, 1874, s Carlem Haffnerem, opereta, (hudba Johann Strauss mladší)
- Cleopatra oder Durch drei Jahrtausende, 1875
- Cagliostro in Wien, 1875, s F. Zellem, opereta, (hudba Johann Strauss mladší)
- Fatinitza 1876, s F. Zellem, opereta, (hudba Franz von Suppé)
- Der Seekadett, 1876, s F. Zellom, opereta
- Luftschlösser, 1876
- Nanon, 1877, s F. Zellem, opereta
- Im Wunderland der Pyramiden, 1877
- Die letzten Mohikaner, 1878
- Die Fornarina 1879, s F. Zellem a Moritzem Westem, opereta, (hudba Carl Zeller)
- Boccaccio, 1879, s F. Zellem, opereta, (hudba Franz von Suppé)
- Die Dubarry, 1879, s F. Zellem, opereta (hudba Karl Millöcker)
- Das Spitzentuch der Königin, 1880, s Heinrichem Bohrmann-Riegenem, opereta, (hudba Johann Strauss mladší)
- Apajune, der Wassermann, 1880, s F. Zellem, opereta, (hudba Karl Millöcker)
- Donna Juanita, 1880, s F. Zellem, opereta, (hudba Franz von Suppé)
- Nisida, 1880
- Der Gascogner, 1881, s F. Zellem, opereta, (hudba: Franz von Suppé)
- Rosina, 1881
- Der lustige Krieg, 1881, s F. Zellem, opereta, (hudba Johann Strauss mladší)
- Der Bettelstudent, 1882, s F. Zellem, opereta, (hudba Karl Millöcker)
- Eine Nacht in Venedig, 1883, s F. Zellem, opereta, (hduba Johann Strauss mladší)
- Die Afrikareise, 1883, s Moritzem Westem, opereta, (hudba Franz von Suppé)
- Gasparone, 1884, s F. Zellem, opereta, (hudba Karl Millöcker)
- Eine gemachte Frau, 1885
- Zwillinge, 1885
- Die Piraten, 1886
- Der Vizeadmiral, 1886, s F. Zellem, opereta, (hudba Karl Millöcker)
- Die Dreizehn, 1887
- Die Jagd nach dem Glück, 1888, s Brunem Zappertem, opereta, (hudba Franz von Suppé)
- Signora Vedetta, 1892
- Die wachsame Schildwache, 1893
- Freund Felix, 1894